# USA-223
USA-223, med beteckningen NROL-32, är en amerikansk spionsatellit som opereras av National Reconnaissance Office (NRO). Den hör till Orion-klassen och används för signalspaning. Satelliten sköts upp 2010. Enligt NRO:s dåvarande chef Bruce A. Carlson var USA-223 vid uppskjutning "den största satelliten i världen".
Satelliten sköts upp av United Launch Alliance med en Delta IV Heavy-raket från Space Launch Complex 37B vid Cape Canaveral Air Force Station. Uppskjutningen skedde 22:58 UTC 21 november 2010. Raketen flög österut mot en geosynkron bana. Vid 23:05 UTC upphörde all offentlig rapportering om projektets status.

### Fotnoter
1. ↑  ”NASA Space Science Data Coordinated Archive” (på engelska). NASA. https://nssdc.gsfc.nasa.gov/nmc/spacecraft/display.action?id=2010-063A. Läst 5 april 2020.
2. ↑  Carlson, Bruce A. (2010-09-13) (på engelska). National Reconnaissance Office Update. Air & Space Conference and Technology Exposition 2010.  ”the largest satellite in the world”
3. ↑  McDowell, Jonathan. ”Issue 635”. Jonathan's Space Report. http://www.planet4589.org/space/jsr/latest.html. Läst 24 oktober 2013.
4. ↑  Ray, Justin. ”Mission Status Center” (på engelska). Delta Mission Report. Spaceflight Now. http://www.spaceflightnow.com/delta/d351/status.html. Läst hämtdatum=2013-10-24.